# 29. Kurentovanje (1989)
Kurentovanje 1989 je bil devetindvajseti uradni ptujski karneval, 5. februarja, na pustno nedeljo.
Skupaj sta ga že sedemnajsto leto zapored organizirala Folklorno društvo Ptuj in Turistično društvo Ptuj. Dopoldan je v oblačnem vremenu na etnografskem prikazu mask na mestni tržnici nastopilo 20 folklornih skupin (skupaj 400 nastopajočih), a s skromnim obiskom kurentov, le 63; nič boljše ni bilo na popoldanski s soncem obsijani karnevalski povorki, ki je privabila okrog 40.000 obiskovalcev, kurentov pa je bilo prav tako komaj pičlih 120, skupaj pa 1000 udeleženih mask. Tudi prodaja vstopnic (priponk), ki so bile tisto leto v oranžni barvi, so šle bolj slabo v prodajo, saj so jih prodali le polovico od 20.000 možnih, od tega kar 3000 v predprodaji. Organizatorji so vseeno upali na boljšo prodajo priponk saj so bile nagrade res privlačne; moped (1. nagrada), televizor (2. nagrada), kolo (3. nagrada), varilni aparat (4. nagrada) in še eno kolo (5. nagrada). Tudi maske so bile letos bogato nagrajene. V skoraj treh desetletjih Kurentovanja so pozdravili več 10.000 različnih mask in več kot milijon obiskovalcev.
Karnevalske maske so letos kljub bogatim nagradam razočarale, bilo jih je manj kot pričakovano, pa tudi po izvirnosti se niso najbolj izkazale. Zelo razočaran je bil tudi organizacijski odbor, ki je organiziral žrebanje bogatih nagrad, v katerem bi si obiskovalci razdelili kar 100 lepih nagrad v skupnem znesku 10 milijonov dinarjev, ki so jih prispevale ptujske OZD in še nekateri drugi, a so prodali le polovico izdanih vstopnic (značk).

## Ostale prireditve
V soboto, en dan pred karnevalom, so bili v okolici Ptuja organizirani številni pustni plesi, v ponedeljek so rajali najmlajši, v torek pa so svojo zabavo pred klubom mladih imeli še mladinci. Glavna pustna dobrota je bila ptujski krof, gostinci so ga prodajali po ceni 1800 din, peki pa po 1500 din.

## Spored

### Dopoldanski prikaz etnografskih likov na tržnici
Prikaz 20 (nekaj jih je na koncu odpovedalo) etnografskih skupin se je zgodil ob 10. uri na mestni tržnici (Titov trg):
- 1. Pokači (Markovci, Podlehnik)
- 2. Kopjaši (Markovci)
- 3. Ples vil s kraljico (Zabovci)
- 4. Orači (Podlehnik)
- 5. Pustni plesači (Pobrežje pri Vidmu)
    Rusa (Podlehnik)
- 6. Orači (Lancova vas)
- 7. Haloški Jürek (Dolena)
- 8. Orači (Markovci)
- 9. Lucije (Lancova vas)
- 10. Kopanjarice (Stojnci)
      Ples z bosmani (Markovci)
- 11. Piceki in kokotiči (Markovci)
- 12. Rusa, Medved, piceki in drugi pustni liki (Markovci)
- 13. Ploharji (Cirkovci)
- 14. Šrangarji (Obrež pri Ormožu)
- 15.  Pustne skupine iz Ronefa in Matajurja (Beneška Slovenija)
- 16. Steljeraja (Ravne na Koroškem)
- 17. Ples s tortami (Videm v Slovenskih goricah)
- 18. Klada (Spodnja Polskava)
- 19. Vasiličarski babari (Bitola v Makedoniji)
- 20. Koranti (Markovci, Ptuj... in okolica)

### Popoldanski sprevod karnevalskih skupin po mestu
Ob 14. uri po mestnih ulicah:
- V karnevalskih maskah oz. pustnih šemah popoldanske karnevalske povorke pa so nastopale:

– Motorizirana in druga vozila delovnih organizacij, ptujske osnovne in srednje šole in pihalne godbe
- Ante Markovič Bistro Kocka Duplek (GD Dvorjane)
- Svetla prihodnost (MIP Ptuj)
- Šrangarji (mladinci Slovenja vas)
- Inflacija in ukrepi (HIKO Olga Meglič)
- Yu krematorij (Emona Merkur)
- Predelava vseh vrst motorjev na traktorju (Novo naselje)
- Hollywood in boljši jutri (mladinci Draženci)

## Nagrade
Kot že večkrat doslej, tudi letos komisija ni podelila prve nagrade (1,5 milijona dinarjev), saj ni bila zadovoljna z udeležbo. Pa tudi nobena maska ni zadostila že uveljavljenim šestim kriterijem kot so vsebina, estetika, šaljivost, možičnost... Tu ni šlo za nobeno varčevanje, temveč dejstva. Komisijo, ki jo je vodil presednik Franc Milošič, so poleg njega sestavljali še Anton Purg, Stane Napast, Stane Stanič, Majda Goznik in Branko Kampuš:

### Motorizirane skupine
|                      | Karnevalske skupine                                 | Nagrada            |
| -------------------- | --------------------------------------------------- | ------------------ |
| 1. nagrada           | ni bila podeljena (zaradi neizpolnjenih kriterijev) | 1.500.000 dinarjev |
| 2. nagrada (deljena) | GD Dvorjane (Program za združeno Evropo 1992)       | 1.000.000 dinarjev |
| 2. nagrada (deljena) | TGA Kidričevo (volilni golaž)                       | 1.000.000 dinarjev |
| 3. nagrada           | Emona KK Ptuj (Zlati noj)                           | 500.000 dinarjev   |

### Šolske skupine
|            | Karnevalske skupine                        | Nagrada          |
| ---------- | ------------------------------------------ | ---------------- |
| 1. nagrada | SŠC Ptuj (pevski zbor)                     | 500.000 dinarjev |
| 2. nagrada | Pustolovec iz Maribora (Faraon Tutankamon) | 300.000 dinarjev |
| 3. nagrada | Skupina 4 opic                             | 200.000 dinarjev |

### Ostale nagrade
- 80,000 dinarjev (vodje skupin)
- 50,000 dinarjev (Kurenti, Kopjaši in godbeniki)
- 25,000 dinarjev (ostali)
- 10,000 dinarjev (posamične maske)

### Najlepše okrašene trgovine
- 100,000 dinarjev (Trgovina Oblačila)
- 70,000 dinarjev (Elektrotehna)
- 50,000 dinarjev (Blagovnica Mercator)

### Zasebne okrasitve
- 100,000 dinarjev (prva nagrada ni bila podeljena)
- 70,000 dinarjev (Trg svobode 4)
- 50,000 dinarjev (Lackova 8 nad Kemikalijo)

## Trasa

### Mednarodna karnevalska povorka
Zbirna točka za vozila sta bila Muzejski trg in Cafova; pešci pa v Dravski ulici in Hrvatskem trgu (novi Ribič).
- Cafova (start) – Muršičeva – Dravska –  Vošnjakova – Trg svobode (Minoritski trg) – Krempljeva – Trg mladinskih delovnih brigad (Mestni trg) – Lackova – Trstenjakova – Gregorčičev drevored – Potrčeva – Srbski trg (UE Ptuj) – Titov trg (mestna tržnica) – Miklošičeva –
Trg mladinskih delovnih brigad (Mestni trg) – Krempljeva – Trg svobode (Minoritski trg) – Dravska (zaključek)